# Тонконог Караваева
Тонконог Караваева (лат. Koeleria karavajevii)  — вид травянистых растений рода Тонконог (Koeleria) семейства Злаки (Poaceae).

## Ботаническое описание
Многолетнее травянистое растение, образующее плотные дерновины. Стебли редковолосистые, при основании утолщенные, длиной 12—30 см. Листовые пластинки свернутые, жесткие, сизоватые, 3—7 см длиной и 1 мм шириной.
Влагалища свернутые, изнутри опушенные.
Соцветие  — рыхлая метёлка длиной 2,5—3,5 см. Колоски 3,5—5,2 мм длиной, содержат два цветка. Колосковые чешуи заострённые, шероховатые; нижние чешуи длиной 3 мм, верхние длиной 4 мм. Нижние цветковые чешуи длиной 4 мм, заострённые. Пыльники 1,5—2,5 мм длиной.

## Экология и распространение
Псаммофит. Обитает на территории реликтовых тукуланов  — древних плейстоценовых песчаных пустынь. Также встречается на полузакрепленном песке среди разреженных кустов кедрового стланика и в разреженной лиственничной тайге.
Ареал: Эндемик Якутии. Известны всего две малочисленные популяции растения.

## Охранный статус
Занесен в Красную книгу Российской Федерации и региональную Красную книгу Якутии. Лимитирующими факторами являются: малочисленность популяциями, ограниченность и разрозненность мест обитания.